# 1873 في الولايات المتحدة
فيما يلي قوائم الأحداث التي وقعت خلال عام 1873 في الولايات المتحدة.

## سياسة

### تعيين في المنصب
- 1 يناير – جون آدمز ديكس حاكم نيويورك [الإنجليزية]‏.
- 6 يناير – إليشا باكستر حاكم أركنساس  [لغات أخرى]‏.
- 13 يناير – توماس أندروز هندريكس حاكم إنديانا [الإنجليزية]‏.
- 13 يناير – توماس اندرو أوزبورن حاكم كانساس [الإنجليزية]‏.
- 4 مارس – إبينيزر آر هور عضو مجلس النواب الأمريكي.
- 27 مايو – هنري هوارد حاكم رود آيلاند [الإنجليزية]‏.

### انتهاء فترة المنصب
- 13 يناير – جون أم .بالمر حاكم إلينوي [الإنجليزية]‏.
- 21 يناير – جون وايت جيري حاكم ولاية بنسلفانيا [الإنجليزية]‏.
- 4 مارس – جيمس هارلان عضو مجلس الشيوخ الأمريكي.
- 4 مارس – هنري ويلسون عضو مجلس الشيوخ الأمريكي.
- 7 مايو – سلمون بورتلاند تشيس رئيس المحكمة العليا للولايات المتحدة.

## مواليد

### يناير
- 1 يناير – إدوين بي فيشر لاعب كرة مضرب أمريكي.
- 1 يناير – إيلا هاربر
- 1 يناير – فرانك هول كرين ممثل أمريكي.[1]

### مارس
- 4 مارس – جون إتش ترمبل سياسي أمريكي.[2]
- 24 مارس – تشارلز كلاري ممثل من الولايات المتحدة الأمريكية.[3]

### أبريل
- 14 أبريل – هاري أيه ميليس عالم اقتصاد أمريكي.[4]
- 15 أبريل – جولييت أتكينسون لاعبة كرة مضرب من الولايات المتحدة.
- 22 أبريل – إلين غلاسكو[5]

### مايو
- 5 مايو – ليون كولغوش[6]
- 28 مايو – تشارلز أفيري[7]

### يوليو
- 7 يوليو – إدوارد الفونسو قولدمان[8]
- 13 يوليو – ماتي ماثيوز ملاكم من الولايات المتحدة الأمريكية.

### أغسطس
- 26 أغسطس – لي دي فورست[9]

### سبتمبر
- 20 سبتمبر – روبرت رين لاعب كرة مضرب من الولايات المتحدة.

### أكتوبر
- 5 أكتوبر – مريت ليندن فرنالد عالم نبات أمريكي.[10]
- 14 أكتوبر – راي يوري منافِس أوليمبي من الولايات المتحدة الأمريكية.[11]
- 30 أكتوبر – كار نيل لاعب كرة مضرب أمريكي.

### ديسمبر
- 2 ديسمبر – جون إليس مارتينو سياسي أمريكي.[12]
- 7 ديسمبر – ويلا كاثر[13]
- 30 ديسمبر – آل سميث سياسي من الولايات المتحدة الأمريكية.[14]

## وفيات

### يناير
- 7 يناير – جيمس هنري كارلتون (مواليد 1814) ضابط من الولايات المتحدة الأمريكية.[15]

### فبراير
- 1 فبراير – ماثيو فونتين موري (مواليد 1807)[16]
- 7 فبراير – جون كينكايد (مواليد 1791) سياسي أمريكي.[17]
- 8 فبراير – جون وايت جيري (مواليد 1819) سياسي أمريكي.[18]

### مارس
- 10 مارس – جون توري (مواليد 1796) عالم نبات أمريكي.[19]

### مايو
- 7 مايو – سلمون بورتلاند تشيس (مواليد 1808) سياسي أمريكي.[20]

### أغسطس
- 24 أغسطس – توماس عاموس روجرز نيلسون (مواليد 1812) سياسي أمريكي.[21]

### أكتوبر
- 5 أكتوبر – هنري دانييل (مواليد 1786) سياسي أمريكي.[22]
- 9 أكتوبر – ألفريد كومينغ (مواليد 1802) سياسي من الولايات المتحدة الأمريكية.[23]

### نوفمبر
- 6 نوفمبر – ويليام جوزيف هاردي (مواليد 1815) عسكري من الولايات المتحدة الأمريكية.[24]

### ديسمبر
- 24 ديسمبر – جونز هوبكينز (مواليد 1795)[25]
- 25 ديسمبر – هاردين آر. رنلز (مواليد 1820) سياسي أمريكي.[26]